# Saičo
Saičo (最澄, Saichō), japonski budistični menih, * 767, Omi, Japonska (danes Ocu, Prefektura Šiga, Japonska), † 822, Hiei-zan, Prefektura Šiga, Japonska.
Bil je ustanovitelj budistične šole Tendai, ki je zasnovana na kitajski Tiantai šoli. Ustanovil je tudi tempelj Enrjaku-dži na gori Hiei v bližini mesta Kjoto, ki je postal sedež šole Tendai. Posmrtno mu je dodeljen naziv Dengjo Daiši (伝教大師, Dengyō Daishi).

## Življenje
Saičo se je rodil leta 767 z imenom Micu no Obito Hirono v mestu Omi na Japonskem v družino pobožnih budistov. Po družinskem izročilu, so Saičevi predniki potomci kitajskih cesarjev, vendar za to ni nikakršnih dokazov. Pri enajstih ali morda trinajstih letih je že postal učenec meniha Gjohja, ki je bil učenec kitajskega meniha Dosena, privrženca kitajske Tiantai šole. Leto kasneje je postal pripravnik in dobil ime Saičo.
Pri dvajsetih letih je uradno postal menih v templju Todai-dži v mestu Nara, takratni prestolnici Japonske. Saičo je kot mlad menih že postal del dvorske elite, vendar se je tri mesece kasneje umaknil na goro Hiei v bližini svojega rodnega kraja, kjer se je posvetil proučevanju budizma. Kmalu po preselitvi na goro je napisal tudi svojih pet priseg (願文, Saičova molitev).
Leta 784 je bila japonska prestolnica preseljena iz Nare v Nagaoko in kasneje, leta 795, v Kjoto. Ker je bila gora Hiei v neposredni bližini Kjota, je pritegnil pozornost cesarskega dvora. Po feng šuju, je zaradi lege gore Hiei, Saičo varoval novo prestolnico, kar mu je prineslo ugled na cesarskem dvoru. Glavni podpornik Saiča na cesarskem dvoru je bilo sorodstvo Vake. Leta 797 je postal spremljevalec cesarja, s čimer je postal zelo vpliven menih.

### Potovanja na Kitajsko
Cesar Kanmu se je začel zanimati za Saičev nauk in se ga je odločil odposlati na Kitajsko z namenom, da bi razširil teorijo šole Tendai in prinesel nazaj še več kitajskih besedil šole Tiantai. Saičo je poskušal že leta 803 odpluti na Kitajsko, vendar se je zadržal v Fukuoki, kjer je spoznal meniha Kukaija, ki je kasneje ustanovil ezoterično budistično šolo Šingon in se je takrat tudi odpravil na Kitajsko.
Leta 804 je Saičo končno prišel na Kitajsko. Odpotoval je na goro Tiantai v provinci Žeidžiang na vzhodu države, kjer je bil sedež šole Tiantai. Tam ga je sprejel sedmi poglavar šole, Daosui (道邃). Saičo se je na Kitajskem seznanil z ezoterično šolo budizma. Pisal je številna besedila. Po izročilu je s Kitajske prvi prinesel na Japonsko čaj. Leta 805 se je vrnil na Japonsko.

### Začetki šole Tendai
Po vrnitvi na Japonsko je Saičo s podporo cesarja Kanmuja ustanovil šolo Tendai. Malo pred cesarjevo smrtjo leta 806 je cesar dovolil letno posvečenje dveh menihov na gori Hiei, s čimer je Tendai šola postala uradno priznana s strani države. Leta 813 je sestavil delo Ehjo tendaišu (Ehyō tendaishū) v katerem zagovarja, da so vsi glavni kitajski in korejski budistični učitelji učili po nazoru šole Tiantai.

### Smrt
Saičo je umrl leta 822. Njegove budistične reforme je cesar Saga odobril teden dni po njegovi smrti. Posmrtni naziv Dengjo Daiši je dobil leta 866, na pobudo svojega učenca Enina.

## Nauk
Večina Saičevih del je bila polemičnih in so bila namenjena dokazovanju, da sta doktrina in praksa Tendaia boljši od drugih šol japonskega budizma ali dokazovanju tega, da bi morala biti šola Tendai brez nadzora drugih šol. V obrambo svoje šole je Saičo razpravljal o številnih vprašanjih, ki so imela pomembno vlogo v kasnejši japonski verski zgodovini. Saičo je verjel, da so bile v japonskem budizmu potrebne reforme. Zagovarjal je, da je budizem v cesarski prestolnici v zatonu in da bi se  morali menihi umakniti v hribe da bi lahko skrbno prakticirali vero.
Osnovna značilnost šole Tendai je podpora t. i. »obširnega budizma«, ki je zasnovan na »enem velikem popolnem načelu« (ー大円教), ideji, da so vsa budistična načela na koncu brez protislovij in se lahko združijo v en sam popoln ter idealen sistem. Saičo je tudi verjel, da je vernost japonskega naroda dosegla takšno raven, kjer jim ni bilo več potrebno nič drugega kot »popolni nauk« oziroma engjo (圓教, engyo) Tendai šole. Prejšnji budistični misleci so razmišljali le o tem, kako se je razvijal vernost posameznikov in ne vernost celotnega naroda. Znana je tudi njegova izjava: »Kaj je zaklad naroda? To je iskanje duše na budistični poti«.
Predlagal je tudi reforme v meniški disciplini, saj je želel da bi menihi Tendai šole 12 let živeli v templju na gori Hiei in ga v tem času ne bi zapustili. Svoje meniške reforme je opisal v Kenkaironu (顯戒論).
Saičo je tudi debatiral z drugimi menihi, pri tem pa je vedno branil svojo doktrino in prakso Tendai šole. Najbolj znan primer so njegovi pogovori z menihom Tokuicujem. Saičo je menil, da lahko vsak doseže najvišji nivo budizma v svojem življenju oziroma prebujenje, medtem ko je Tokuicu zagovarjal, da je za to potrebno veliko časa in da večina vernikov tega ne more doseči.
Saičo je ostro kritiziral Kukaia, ki je vodil Šingon šolo ezoteričnega budizma. Odnos med njima je bil zapleten. Sprva sta sodelovala, zlasti v času njunega potovanja na Kitajsko, saj sta oba želela prinesti ezoteričen budizem na Japonsko. Kasneje je med njima prišlo do spora, saj je Saičo želel tudi v svoj budizem vključiti dele Tendai budizma.